# Procés de Barcelona

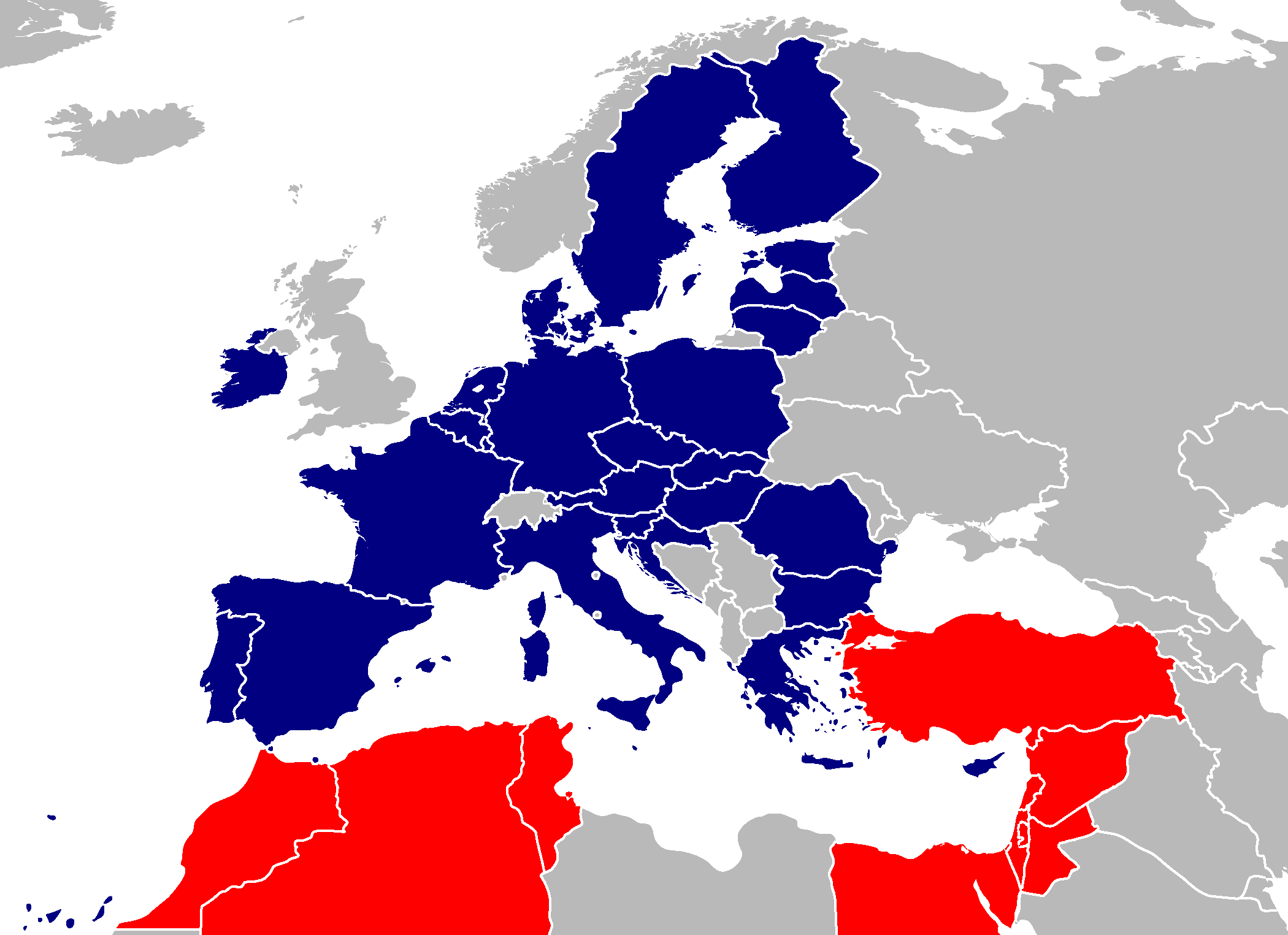
Estats participants al Procés de Barcelona.

El denominat Procés de Barcelona va ser un projecte geopolític proposat pel govern d'Espanya i impulsat per la Unió Europea el 1995 a la cimera euro-mediterrània celebrada a Barcelona.
S'hi proposaven diverses polítiques relacionades amb el desenvolupament econòmic entre els països de la conca mediterrània: la lluita antiterrorista, la promoció de la democràcia i els drets humans, la creació d'una àrea de lliure comerç, intercanvis culturals, etc.
El Tractat de Barcelona va ser elaborat pels 27 països assistents i Javier Solana, que va representar Espanya com a ministre de Relacions Exteriors durant el seu torn a la Presidència del Consell de la Unió Europea i a qui se li atribueix l'èxit diplomàtic.
D'acord amb la Declaració de Barcelona de 1995, l'objectiu de la iniciativa era «fer de la conca mediterrània un àmbit de diàleg, intercanvi i cooperació que garanteixi la pau, l'estabilitat i la prosperitat». La declaració estableix els tres objectius principals de l'associació: 
- La definició d'un espai comú de pau i estabilitat a través de l'enfortiment del diàleg polític i de seguretat (Política i Seguretat).
- La construcció d'una zona de prosperitat compartida mitjançant una associació econòmica i financera i l'establiment gradual d'una zona de lliure comerç (Econòmic i Financer).
- L'acostament entre els pobles a través d'una associació social, cultural i humana destinada a promoure l'entesa entre cultures i intercanvis entre les societats civils (Social, Cultural i Humà).

La Unió Europea va manifestar que la intenció de l'associació era «enfortir les seves relacions amb els països de les regions del Magreb i Mashreq». Tant Ehud Barak com Yasser Arafat van tenir grans elogis per a la coordinació de Solana en el Procés de Barcelona. El Procés de Barcelona es va desenvolupar en successives reunions anuals després de la Conferència, en un conjunt d'objectius destinats a aconseguir una zona de lliure comerç amb l'Orient Mitjà l'any 2010.
L'any 2008, el Procés de Barcelona va ser succeït pel Procés de Barcelona: Unió per la Mediterrània.